# 中井大介
中井 大介（なかい だいすけ、1989年11月27日 - ）は、三重県伊勢市出身の元プロ野球選手（内野手、外野手）、コーチ。右投右打。

## 経歴

### プロ入り前
伊勢市立進修小学校（進修スポーツ少年団）1年時に内野手として野球を始め、伊勢市立五十鈴中学校（鈴鹿シニア）3年次からは投手を兼任。
三重県立宇治山田商業高等学校では1年夏から遊撃手のレギュラーを獲得し、1年秋からは左翼手兼投手として活躍。3年夏には投手兼右翼手として甲子園に出場。その年の優勝校の佐賀北に再試合の末に敗れた（詳細）。投手としては最高146km/hの速球でエースとして活躍し、打者としても高校通算28本塁打、三重県大会で打率.667を記録。同校の先輩である江川智晃2世とも呼ばれた。
2007年10月3日に行われた高校生ドラフト会議では、読売ジャイアンツから3巡目で指名され、10月31日、契約金5000万円、年俸540万円で仮契約した。背番号は94。野手としてプロ入りすることになったため、新人合同自主トレに向けて外野手用と内野手用のグラブを用意。目標の選手として二岡智宏の名前を挙げた。

### 巨人時代

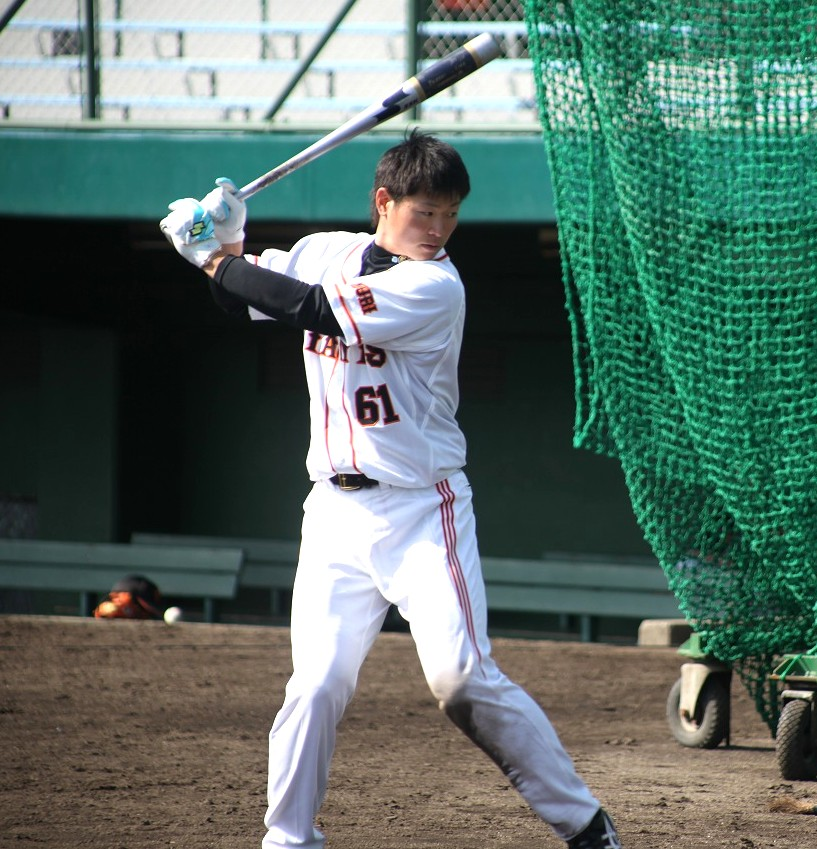
巨人時代（2012年）

2008年、イースタン・リーグ開幕戦に7番・三塁手で先発出場。フレッシュオールスターゲームでは4番・遊撃手として、本塁打、三塁打など3安打で優秀選手賞に選ばれた。イースタン94試合に出場、12球団トップの105三振ながら、367打数98安打で最多安打、打率.267、10本塁打、50打点。
2009年、背番号を61に、登録も内野手に変更。1月に高橋由伸の合同自主トレに参加。春季キャンプでは一軍に入る。5月12日に一軍初昇格。同日の対横浜ベイスターズ戦に8番・二塁手で先発出場し、プロ入り初出場、球団史上初の平成生まれの一軍出場選手となった。3打数3三振し二軍降格、6月8日に再昇格し同日の対東北楽天ゴールデンイーグルス戦に8番・三塁手として出場しプロ入り初安打。9月11日の対広島東洋カープ戦ではマツダスタジアムのバックスクリーン右へプロ初本塁打を記録したが、これは平成生まれの選手としての初本塁打になった。
2010年、前年と同じく高橋由伸、亀井義行らの合同自主トレに参加。自身初めて開幕を一軍で迎えた。6月25日のイースタン・リーグでの対楽天戦で右足の靭帯を痛め、イースタン・リーグ終了後の10月4日に右足甲関節固定手術を受けた。
2011年、6月5日に一軍昇格し7番・一塁手で先発出場。二度一軍昇格し、ファームでは7月に全試合4番として出場し、25安打を放ってイースタン・リーグMVPを受賞した。シーズン通算では90試合に出場。
2012年、イースタン・リーグ開幕戦に4番・二塁手で先発出場し本塁打。5月8日にシーズン二度目の昇格、同月11日の対横浜戦で8番・一塁手として先発出場。9月7日にシーズン四度目の昇格、同日の対東京ヤクルトスワローズ戦で3年ぶりの安打。二軍では打率でイースタン・リーグ3位の.323、48打点、116安打で打点王と最多安打の二冠を獲得した。
2013年、6月3日の埼玉西武ライオンズ戦で自身初の1番打者として起用され、勝ち越し適時打。その後も1試合4安打を記録するなどしたが、同月12日の全体練習に寝坊で1時間遅刻し、川相昌弘ヘッドコーチの判断により即二軍降格となった。2週間後に一軍復帰し、8月3日の阪神タイガース戦で能見篤史から決勝本塁打を放った。8月4日の阪神戦でダイビングキャッチを試みた際に左膝靭帯を損傷、翌日に登録を抹消された。最終的に打率.324・4本塁打、楽天との日本シリーズ第5戦では7番・一塁手として先発出場し、辛島航から安打を放った。
2014年、背番号を61から36に変更。開幕は二軍スタートだったが5月23日に一軍に昇格し、同月25日の対北海道日本ハムファイターズ戦に1番・左翼手で先発出場。翌26日には増井浩俊から人生初のサヨナラヒットを記録した。
2015年はオープン戦で好調を維持し、シーズンに入っても.400を超える打率を残していたことから、4月29日の対中日ドラゴンズ戦で、初めて4番打者（球団史上83代目）として先発出場（1試合のみ）。
2016年からは監督に就任した高橋由伸に評価され、徐々に一軍に定着。シーズン終了後の11月5日、背番号を61に再び変更する。
2017年、3月31日の開幕戦で「1番・二塁手」として先発出場し、プロ10年目で初の開幕戦先発出場となった。以降、37試合連続で先発出場するが、ケーシー・マギーが二塁手にコンバートされ、6月に二軍降格。9月17日の対横浜DeNAベイスターズ戦以来の先発起用となった9月26日の対ヤクルト戦で岩橋慶侍から球団通算1万号となる本塁打。レギュラー定着とはならなかったものの、自己最多の90試合に出場し、打席数、安打、本塁打などでキャリアハイを記録した。
2018年は4月13日の広島戦でプロ初めて中堅手として起用された。途中二軍落ちもあったが前年に次ぐ70試合に出場したが、打率.186、1本塁打、6打点とチャンスを生かせなかった。10月26日に戦力外通告を受け、12月2日に自由契約公示された。

### DeNA時代
2018年11月13日に12球団合同トライアウトを受け、成瀬善久から二塁打を放つなど3打数1安打2四球1打点と結果を残し、同月20日に横浜DeNAベイスターズが獲得を発表。背番号は0、推定年俸は1200万円となった。

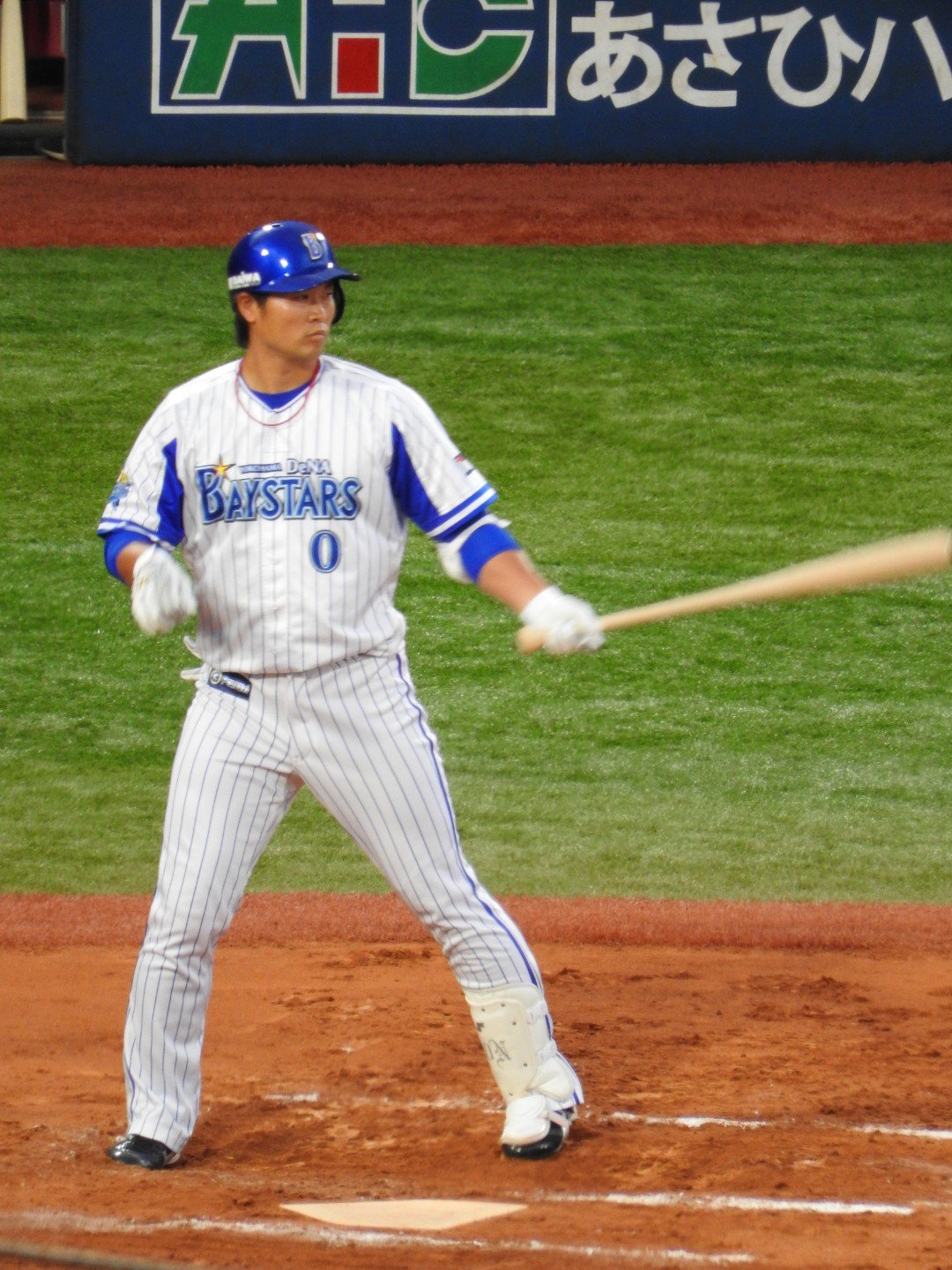
2019年10月6日

2019年、開幕一軍入りを果たし、主に対左投手が先発の際に二塁手として先発出場していた。他にも右の代打として一軍に帯同し続け、4月9日の対阪神戦では島本浩也からの移籍後初本塁打を含む移籍後初猛打賞を記録した。最終的に79試合に出場し、打率.248、3本塁打、7打点を記録。オフに、900万円増となる推定年俸2100万円で契約を更改した。
2020年、2年連続での開幕一軍入りを果たし、右の代打の切り札として主に出場。代打としてはチーム内代打率トップの打率.294、OPS.745と活躍し、シーズン開幕から終了まで一軍に帯同し続けた。オフに、420万円増となる推定年俸2520万円で契約を更改した。
2021年も開幕を一軍で迎えたが、5月に出場選手登録を抹消。その後一軍に戻ることはなく、12試合の出場で14打数1安打に終わった。10月5日に翌年の契約を結ばないことが球団から発表された。同月15日に現役引退を表明し、17日に引退会見が行われた。20日に行われた古巣・巨人戦（横浜スタジアム）が引退試合となり、7回裏に代打で出場すると畠世周から右前安打を記録し、有終の美を飾った。代走が送られてベンチに戻る際には、両軍のファンから大きな拍手が送られた。試合後には引退セレモニーが行われた。バックスクリーン上には中井の引退を記念する映像が流れ、同僚の佐野恵太、宮﨑敏郎、伊藤光、コーチの田代富雄、巨人からも小林誠司、松原聖弥、立岡宗一郎、元監督の高橋由伸らから惜別メッセージが送られた。最後は関係者やファンに大粒の涙を溢しながら感謝を伝えた。

### 現役引退後
2022年シーズンからDeNAの「ゲームアナリスト」（他球団のスコアラーに相当する役職）へ転身。2021年シーズンまでバッテリーの経験者で占められていた役職に、内野手の経験者として初めて加わった。2023年は野手育成アナリストに肩書が変更された。
同年10月に開催されたみやざきフェニックス・リーグでは臨時野手コーチに就いた。その後、同月23日、正式なコーチ職として2024年から二軍外野守備走塁アシスタントコーチを務めることが発表された。背番号は89。2024年6月5日のBCL選抜戦では中井が監督を務めた。
2025年からは二軍オフェンスチーフコーチに配置転換された。

## 選手としての特徴
打撃では左投手に強く、天性の「ゆっくりしたスイング」から打つ強い打球を持ち味とし、守備では内野4ポジションに加え外野手もこなす。2013年に陽岱鋼を参考に打撃フォームを改造したことで一軍で結果を残せるようになった。イースタン・リーグでは2008年は三塁手、2009年は三塁手および遊撃手、2010年・2011年は三塁手、2012年は二塁手、守備固めで一塁手としてプレーした。

## 人物
2017年1月1日に一般女性と結婚し、2018年4月に第1子が誕生した。

## 詳細情報

### 年度別打撃成績
| 年 度      | 球 団      | 試 合 | 打 席 | 打 数 | 得 点 | 安 打 | 二 塁 打 | 三 塁 打 | 本 塁 打 | 塁 打 | 打 点 | 盗 塁 | 盗 塁 死 | 犠 打 | 犠 飛 | 四 球 | 敬 遠 | 死 球 | 三 振 | 併 殺 打 | 打 率 | 出 塁 率 | 長 打 率 | O P S |
| ---------- | ---------- | ----- | ----- | ----- | ----- | ----- | -------- | -------- | -------- | ----- | ----- | ----- | -------- | ----- | ----- | ----- | ----- | ----- | ----- | -------- | ----- | -------- | -------- | ----- |
| 2009       | 巨人       | 18    | 33    | 30    | 2     | 7     | 2        | 0        | 1        | 12    | 6     | 2     | 0        | 2     | 1     | 0     | 0     | 0     | 11    | 0        | .233  | .226     | .400     | .626  |
| 2010       | 巨人       | 6     | 7     | 6     | 1     | 0     | 0        | 0        | 0        | 0     | 0     | 0     | 0        | 0     | 0     | 0     | 0     | 1     | 3     | 0        | .000  | .143     | .000     | .143  |
| 2011       | 巨人       | 2     | 2     | 2     | 0     | 0     | 0        | 0        | 0        | 0     | 0     | 0     | 0        | 0     | 0     | 0     | 0     | 0     | 1     | 0        | .000  | .000     | .000     | .000  |
| 2012       | 巨人       | 16    | 31    | 26    | 1     | 7     | 0        | 1        | 0        | 9     | 1     | 1     | 0        | 0     | 0     | 5     | 0     | 0     | 7     | 0        | .269  | .387     | .346     | .733  |
| 2013       | 巨人       | 48    | 149   | 139   | 19    | 45    | 6        | 0        | 4        | 63    | 17    | 2     | 1        | 2     | 0     | 8     | 0     | 0     | 12    | 4        | .324  | .361     | .453     | .814  |
| 2014       | 巨人       | 23    | 52    | 49    | 5     | 10    | 2        | 1        | 0        | 14    | 3     | 1     | 0        | 0     | 0     | 3     | 0     | 0     | 13    | 3        | .204  | .250     | .286     | .536  |
| 2015       | 巨人       | 29    | 47    | 43    | 2     | 9     | 1        | 0        | 0        | 10    | 2     | 0     | 0        | 1     | 0     | 2     | 0     | 1     | 9     | 0        | .209  | .261     | .233     | .493  |
| 2016       | 巨人       | 43    | 61    | 51    | 3     | 10    | 2        | 1        | 0        | 14    | 4     | 0     | 0        | 1     | 1     | 7     | 0     | 1     | 13    | 0        | .196  | .300     | .275     | .575  |
| 2017       | 巨人       | 90    | 254   | 229   | 32    | 57    | 12       | 1        | 5        | 86    | 15    | 2     | 1        | 4     | 1     | 19    | 0     | 1     | 44    | 5        | .249  | .308     | .376     | .684  |
| 2018       | 巨人       | 70    | 97    | 86    | 8     | 16    | 5        | 0        | 1        | 24    | 6     | 0     | 0        | 3     | 0     | 6     | 0     | 2     | 25    | 3        | .186  | .255     | .279     | .534  |
| 2019       | DeNA       | 79    | 183   | 161   | 24    | 40    | 4        | 0        | 3        | 53    | 7     | 2     | 1        | 3     | 1     | 18    | 0     | 0     | 34    | 9        | .248  | .322     | .329     | .651  |
| 2020       | DeNA       | 69    | 105   | 100   | 12    | 25    | 3        | 1        | 2        | 36    | 4     | 1     | 0        | 1     | 0     | 3     | 0     | 1     | 23    | 1        | .250  | .279     | .360     | .639  |
| 2021       | DeNA       | 13    | 15    | 15    | 0     | 2     | 0        | 0        | 0        | 2     | 0     | 0     | 0        | 0     | 0     | 0     | 0     | 0     | 6     | 0        | .133  | .133     | .133     | .267  |
| 通算：13年 | 通算：13年 | 506   | 1036  | 937   | 109   | 228   | 37       | 5        | 16       | 323   | 65    | 11    | 3        | 17    | 4     | 71    | 0     | 7     | 201   | 25       | .243  | .300     | .345     | .645  |

### 年度別守備成績
| 年 度 | 球 団 | 一塁  | 一塁  | 一塁  | 一塁  | 一塁  | 一塁     | 二塁  | 二塁  | 二塁  | 二塁  | 二塁  | 二塁     | 三塁  | 三塁  | 三塁  | 三塁  | 三塁  | 三塁     | 外野  | 外野  | 外野  | 外野  | 外野  | 外野     |
| 年 度 | 球 団 | 試 合 | 刺 殺 | 補 殺 | 失 策 | 併 殺 | 守 備 率 | 試 合 | 刺 殺 | 補 殺 | 失 策 | 併 殺 | 守 備 率 | 試 合 | 刺 殺 | 補 殺 | 失 策 | 併 殺 | 守 備 率 | 試 合 | 刺 殺 | 補 殺 | 失 策 | 併 殺 | 守 備 率 |
| ----- | ----- | ----- | ----- | ----- | ----- | ----- | -------- | ----- | ----- | ----- | ----- | ----- | -------- | ----- | ----- | ----- | ----- | ----- | -------- | ----- | ----- | ----- | ----- | ----- | -------- |
| 2009  | 巨人  | -     | -     | -     | -     | -     | -        | 4     | 3     | 3     | 2     | 0     | .750     | 14    | 6     | 13    | 1     | 2     | .950     | -     | -     | -     | -     | -     | -        |
| 2010  | 巨人  | -     | -     | -     | -     | -     | -        | 2     | 6     | 4     | 1     | 3     | .909     | 2     | 1     | 2     | 0     | 0     | 1.000    | -     | -     | -     | -     | -     | -        |
| 2011  | 巨人  | 1     | 9     | 0     | 0     | 1     | 1.000    | -     | -     | -     | -     | -     | -        | 1     | 0     | 0     | 0     | 0     | .000     | -     | -     | -     | -     | -     | -        |
| 2012  | 巨人  | 8     | 33    | 3     | 0     | 3     | 1.000    | 3     | 8     | 4     | 0     | 1     | 1.000    | 6     | 1     | 7     | 0     | 1     | 1.000    | -     | -     | -     | -     | -     | -        |
| 2013  | 巨人  | 20    | 87    | 7     | 0     | 10    | 1.000    | 30    | 56    | 47    | 1     | 11    | .990     | 4     | 1     | 0     | 0     | 0     | 1.000    | 3     | 4     | 0     | 0     | 0     | 1.000    |
| 2014  | 巨人  | 7     | 11    | 3     | 0     | 1     | 1.000    | -     | -     | -     | -     | -     | -        | 3     | 2     | 1     | 0     | 0     | 1.000    | 13    | 19    | 0     | 1     | 0     | .950     |
| 2015  | 巨人  | 13    | 52    | 4     | 1     | 2     | .982     | 4     | 5     | 2     | 0     | 2     | 1.000    | 4     | 4     | 8     | 1     | 0     | .923     | -     | -     | -     | -     | -     | -        |
| 2016  | 巨人  | 27    | 41    | 3     | 0     | 7     | 1.000    | 9     | 19    | 16    | 2     | 5     | .946     | 1     | 0     | 0     | 0     | 0     | .000     | 3     | 3     | 1     | 0     | 0     | 1.000    |
| 2017  | 巨人  | 34    | 38    | 4     | 0     | 6     | 1.000    | 54    | 124   | 143   | 5     | 33    | .982     | -     | -     | -     | -     | -     | -        | 21    | 12    | 1     | 0     | 0     | 1.000    |
| 2018  | 巨人  | 3     | 6     | 2     | 0     | 0     | 1.000    | 6     | 10    | 5     | 1     | 1     | .938     | 18    | 5     | 11    | 1     | 1     | .941     | 42    | 33    | 1     | 0     | 0     | 1.000    |
| 2019  | DeNA  | 3     | 8     | 0     | 0     | 1     | 1.000    | 44    | 73    | 94    | 4     | 18    | .977     | 8     | 1     | 7     | 0     | 1     | 1.000    | 1     | 0     | 0     | 0     | 0     | .000     |
| 2020  | DeNA  | 16    | 53    | 9     | 0     | 10    | 1.000    | 20    | 16    | 19    | 2     | 4     | .946     | 7     | 3     | 7     | 1     | 2     | .909     | -     | -     | -     | -     | -     | -        |
| 2021  | DeNA  | 4     | 7     | 0     | 0     | 1     | 1.000    | 1     | 3     | 3     | 0     | 0     | 1.000    | -     | -     | -     | -     | -     | -        | -     | -     | -     | -     | -     | -        |
| 通算  | 通算  | 136   | 345   | 35    | 1     | 42    | .997     | 177   | 323   | 340   | 18    | 78    | .974     | 68    | 24    | 56    | 4     | 7     | .952     | 82    | 72    | 3     | 1     | 0     | .987     |

### 記録
初記録
- 初出場・初先発出場：2009年5月12日、対横浜ベイスターズ7回戦（横浜スタジアム）、8番・二塁手で先発出場、3打席連続三振
- 初打席：同上、3回表一死にレス・ウォーランドの前に空振り三振
- 初安打：2009年6月8日、対東北楽天ゴールデンイーグルス4回戦（東京ドーム）、4回裏に長谷部康平から左前安打
- 初盗塁：同上、4回裏に二盗（投手：長谷部康平、捕手：嶋基宏）
- 初打点：2009年9月10日、対横浜ベイスターズ23回戦（横浜スタジアム）、9回表に工藤公康から中前適時打
- 初本塁打：2009年9月11日、対広島東洋カープ18回戦（MAZDA Zoom-Zoom スタジアム広島）、7回表に小松剛から中越2ラン

その他の記録
- 巨人球団通算10000号本塁打：2017年9月26日、対東京ヤクルトスワローズ24回戦（東京ドーム）、4回に岩橋慶侍から左越ソロ ※NPB史上初の球団通算10000号本塁打[29][30]

### 背番号
- 94（2008年）
- 61（2009年 - 2013年、2017年 - 2018年）[57]
- 36（2014年 - 2016年）
- 0（2019年 - 2021年）
- 89（2024年 - ）

### 登場曲
- 「曖歌」湘南乃風（2009年）
- 「Fly Away」SEAMO（2010年）
- 「Hello, Again 〜昔からある場所〜」MY LITTLE LOVER（2011年 - 2016年、2020年）
- 「ダイナマイト」SMAP（2013年）※奇数打席
- 「AMBITIOUS JAPAN!」TOKIO（2014年、2020年）
- 「Dragon Night」SEKAI NO OWARI（2015年）※奇数打席
- 「BANG! BANG! バカンス!」SMAP（2015年）※奇数打席
- 「SHAKE」SMAP（2016年）※奇数打席
- 「Mighty Long Fall」ONE OK ROCK（2016年）※奇数打席
- 「世界でいちばん熱い夏」プリンセス プリンセス（2016年）※偶数打席
- 「Love Myself」Hailee Steinfeld（2017年）※奇数打席
- 「Tomorrow never knows」Mr.Children（2017年）※偶数打席
- 「OVER」Little Glee Monster（2018年）※奇数打席
- 「Good Life」G-Eazy & Kehlani（2018年）※偶数打席
- 「熱くなれ」大黒摩季（2019年 - 2020年）
- 「SOBER -KR Ver.-」BIGBANG（2019年）
- 「Walking with you」Novelbright（2020年）